# 可重複錄寫光碟

可重複錄寫光碟標誌

可重複錄寫光碟（Compact Disc ReWritable；CD-RW）的記錄層是一種相變合金，跟CD-R中的染色聚合體不同。在一片新的CD-RW中，相變合金以一種高反光性晶體形式存在，當紅光高功率鐳射光束對相變合金加熱，被加熱的部分便會變得黯淡無光，這就相當於一般光碟上的微坑。如果再次用紅光高功率的鐳射加熱相變合金，它又會變回晶體，這樣就可以再次寫入資料，這無形中提升了存儲備份的使用價值，但由於材料的特性關係，所以其改變次數有所限制，大約在一千次左右，以後期對鐳射光的反射率只有15%，遠低於CD-R的65%，在此情況下只有使用MultiRead功能的光碟機才能正常讀取。

## 速度規格
和CD-R不同，不同燒錄速度的CD-RW燒錄機／碟片分為不同的規格，現有四種（見附表）。標為某一規格的碟片只能在相同或更高規格的燒錄機燒錄，例如標為High Speed的碟片只能在High Speed或更高規格的燒錄機燒錄。但這套規格不是絕對能向下相容的：例如標為Ultra Speed的燒碟機未必能燒錄原來規格的碟片，或支援得不完整，如只能燒錄4x的碟片、卻不能燒錄2x的碟片。

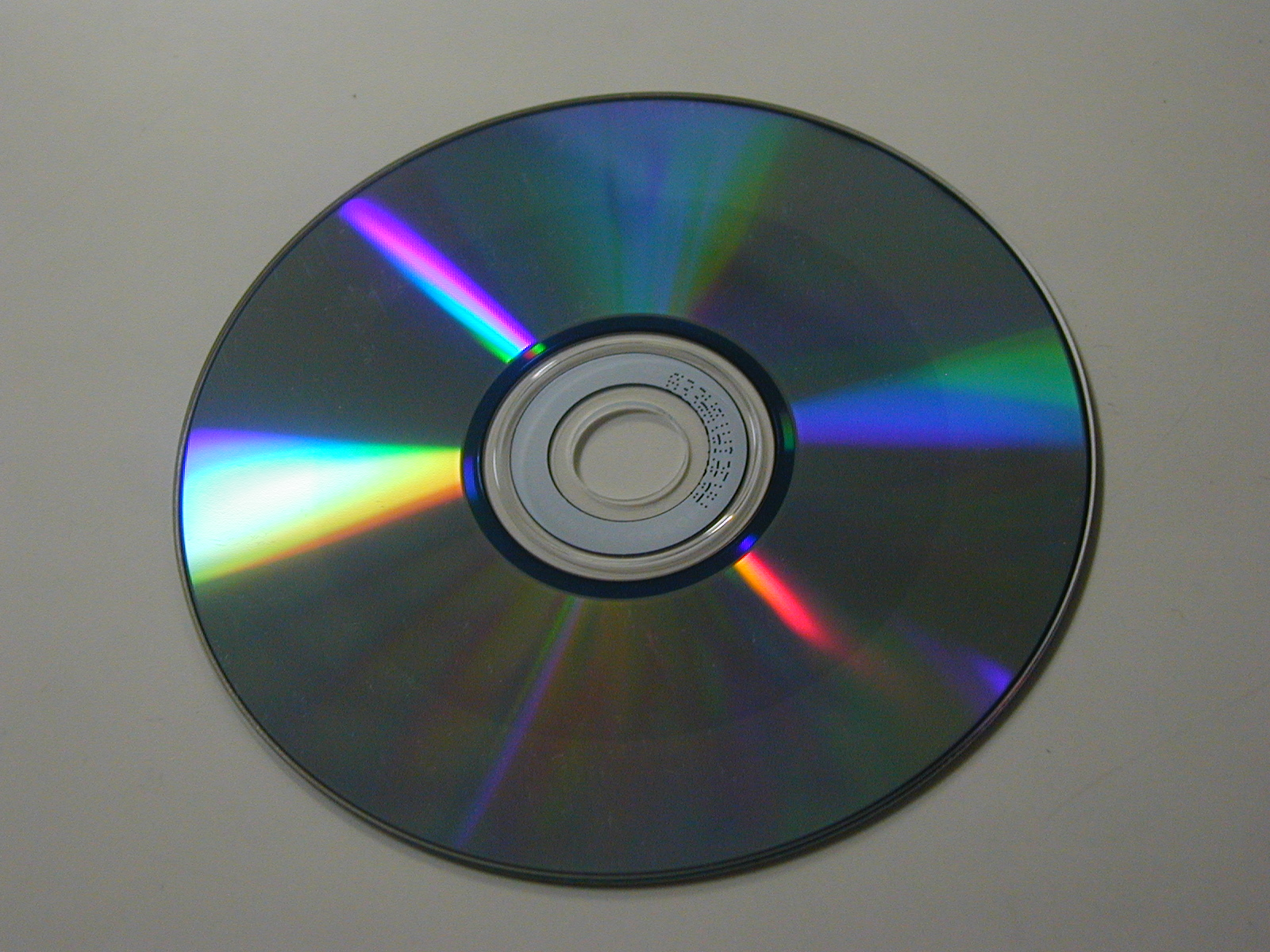
CD-RW碟片的讀取面